# Operador de áudio

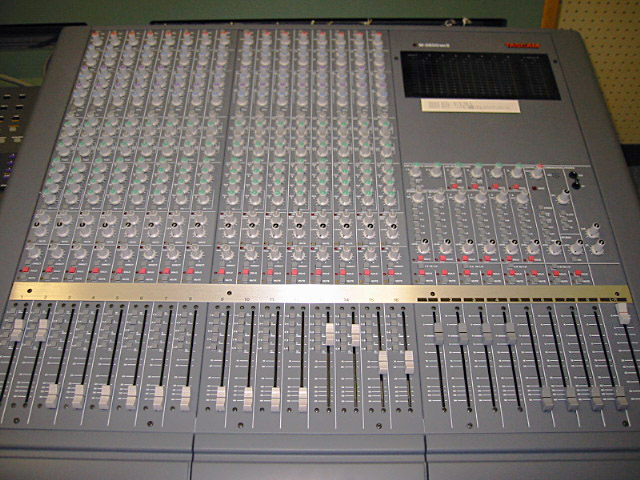
Uma mesa de áudio, instrumento de trabalho o operador de áudio

O operador de áudio é um profissional que opera a mesa de áudio durante gravações e transmissões, respondendo por sua qualidade. É ele que é responsável pela nitidez e qualidade do áudio em apresentações e gravações.
Ele é responsável pela criatividade do programa, além de programar músicas, vinhetas, mensagens, comerciais. Ele também cuida dos microfones, da modulação do áudio.
O operador é a essência de toda a programação, da mesma forma que ele pode encantar um ouvinte com musicas bem elaboradas e vinhetas convidativas, ele também pode destruir com a programação da rádio.
É importante que o operador seja bem valorizado profissionalmente para nunca perder sua motivação pelo trabalho, um operador sem motivação é uma rádio sem trilhas sonoras.